# Bet Szemesz (stacja kolejowa)

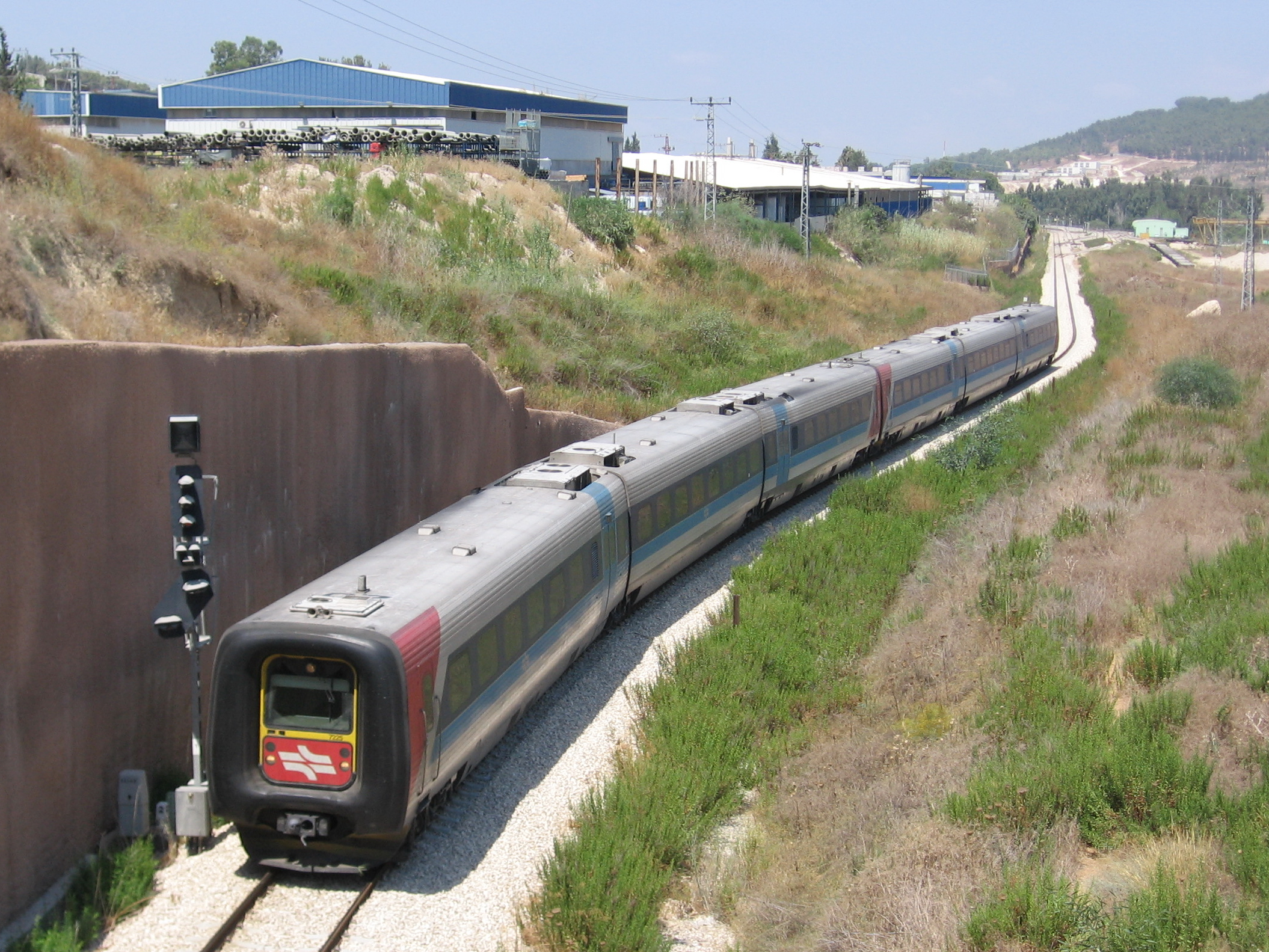

Bet Szemesz (hebr.: בית שמש) – stacja kolejowa w Bet Szemesz, w Izraelu. Jest obsługiwana przez Rakewet Jisra’el. Jest to stacja na linii Kefar Sawa–Tel Awiw–Jerozolima.

Stacja znajduje się przy strefie przemysłowej położonej w północnej części miasta Bet Szemesz. Dworzec jest przystosowany dla osób niepełnosprawnych.

## Historia
Stacja kolejowa została otworzona po gruntownej przebudowie 13 września 2003.

## Połączenia
Pociągi w Bet Szemesz jadą do Jerozolimy oraz do Ramli, Lod, Tel Awiwu, Bene Berak, Petach Tikwa, Rosz ha-Ajin i Kefar Sawa.

## Plany rozwoju
W 2012 planowane jest otworzenie linii kolejowej dla szybkich pociągów łączącej Tel Awiw z Jerozolimą.